# Oncidium cebolleta
O Oncidium cebolleta  é uma espécie de orquídeas do gênero Oncidium, também chama de dama dançante, da subfamília Epidendroideae, da família das (Orquidáceas).

## Etimologia
Esta orquídea do gênero Oncidium cresce agrupado em forma de touceiras.

O nome científico provêm do latim Oncidium = "inchação", "tubérculo" e 
"cebolleta" por causa do formato de suas folhas, não é a toa que esta orquídea é chamada de orquídea de folhas de cebola.

### Sinônimos
- Cohniella cebolleta (Jacq.) Christenson 1999.
- Cymbidium juncifolium Willd. 1805.
- Dendrobium cebolleta Jacq. 1760 [erroneous].
- Epidendrum cebolleta Jacq. 1760.
- Epidendrum juncifolium L. 1763.
- Lophiaris wittii (Oppenheim) Braem 1993.
- Oncidium brachyphyllum Lindl. 1842.
- Oncidium cepula Hoffmanns. 1843.
- Oncidium glaziovii Cogn. 1906.
- Oncidium humboldtii Schltr. 1926.
- Oncidium longifolium Lindl. 1841.
- Oncidium sepula Hoffmanns. 1843.
- Oncidium sprucei Lindley 1855.
- Oncidium ultrajectinum Pulle 1907.
- Oncidium wittii Oppenheim 1916.
- Stilifolium cebolleta (Jacq.) Koniger & Pongr. 1997.
- Stilifolium wittii (Oppenheim) Koniger & Pongr. 1997.
- Trichocentrum cebolleta (Jacq.) M.W.Chase & N.H.Williams 2001.
- Trichocentrum sprucei (Lindl.) M.W.Chase & N.H.Williams 2001.
- Trichocentrum wittii (Oppenh.) M.W.Chase & N.H.Williams 2001.

Na Nicaragua é chamada de "Lluvia de Oro."

## Habitat
Esta espécie é nativa do Sul do México, no estado de Campeche, da América Central, do SE da Venezuela e do Brasil. Esta Orquídea se desenvolve sobre árvores. Área de clima quente e úmido de terras entre 150 e 1700 metros de altitude con luz forte e florecendo nos meses de temporada seca do bosque.

## Descrição
O Oncidium cebolleta é uma orquídea epífita e ocasionalmente rupícola, com pseudobulbos cilíndricos achatados lateralmente de onde saem apicalmente duas folhas coriáceas carnosas, em seu centro saem duas hastes florais de pequenas e numerosas flores.
Possui um ramo floral paniculado.

Flores em racimo médio de muitas flores, de 4 cm de tamanho, de cor amarelo forte com manchas de cor de café.
Os índios pré-colombianos da América Central usaram esta planta para produzir uma espécie de alucinógeno.

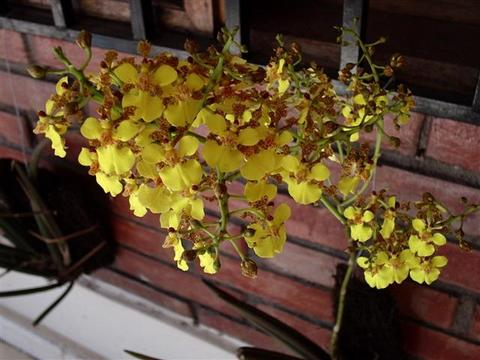
Haste floral de Oncidium cebolleta.

## Cultivo
Tem preferência por muita claridade ou com sombra moderada. Para cultivar, deve-se plantar em um tronco com a base reta não muito largo, para que se possa manter em pé e se coloca a orquídea amarradaa a um tutor ao leste.

Pode ser colocado no exterior como os Cymbidium para estimular a floração. Em seu desenvolvimento precisa de regas frequentes, porém, quando chega a fase adulta, diminuir as regas até deixá-lo quase seco.